# Ернест Трукс
Ернест Трукс (англ. Ernest Truex; 19 вересня 1889, Канзас-Сіті — 26 червня 1973, Фоллбрук) — американський актор кіно, театру та телебачення.

## Біографія
Народився Канзас-Сіті, штат Міссурі. З п'яти років виступав на сцені. У віці дев'яти років набув популярності завдяки своїм театральним виступам під назвою «Дитяче диво у сценах із Шекспіра». 1908 року відбувся дебют молодого актора на Бродвеї, де він грав у кількох постановках відомого імпресаріо та драматурга Девіда Беласко. Найбільш відомою стала його робота у мюзиклі 1915 року «Дуже хороший Едді». У 1923 році у постановці п'єси Френсіса Скотта Фіцджеральда «Розмазня», не найкращим чином прийнятої критиками та рядовою публікою. У 1927 році він створив на сцені образ Білла Парадене у виставі «Доброго ранку, Білл».
Він дебютував у кіно в 1913 році, але популярність у кіноглядача знайшов далеко не відразу. Перша помітна роль Ернеста відбулася наприкінці 30-х, коли він зіграв у «Пригоді Марко Поло» роль комічного помічника головного героя у виконанні Гері Купера.
8 лютого 1960 року на Голлівудській «Алеї слави» з'явилася нова зірка, присвячена Ернесту Труксу за його внесок у розвиток телебачення. Її номер — 6721.

## Особисте життя
Був тричі одружений. Остання дружина — актриса Сільвія Філд, з якою познайомився під час роботи у театрі. На ній він одружився 1943 року. У шлюбі Трукс і Філд прожили до його смерті від інфаркту міокарда в червні 1973 року.